# Karteolol
Karteolol – organiczny związek chemiczny, lek beta-adrenolityczny, obniżający ciśnienie śródgałkowe. Stosowany miejscowo w okulistyce w leczeniu jaskry. Po podaniu miejscowo szybko, po około 30 minutach, zaczyna swoje działanie. Karteolol praktycznie nie wchłania się do krwiobiegu.

## Wskazania
- jaskra z otwartym kątem przesączania
- nadciśnienie wewnątrzgałkowe

## Przeciwwskazania
- nadwrażliwość na lek
- choroba serca
- astma oskrzelowa
- przewlekła obturacyjna choroba płuc
- niewyrównana cukrzyca

## Działania niepożądane
- zaburzenia widzenia
- łzawienie
- przekrwienie i obrzęk spojówek
- światłowstręt
- bóle i zawroty głowy
- duszności
- osłabienie
- zaburzenia rytmu serca
- skurcz oskrzeli
- objawy alergiczne

## Preparaty
- Arteoptic – krople do oczu 1%, 2%

## Dawkowanie
Zakraplać do worka spojówkowego chorego oka 2 razy dziennie po 1 kropli leku.